# Tabernáculo

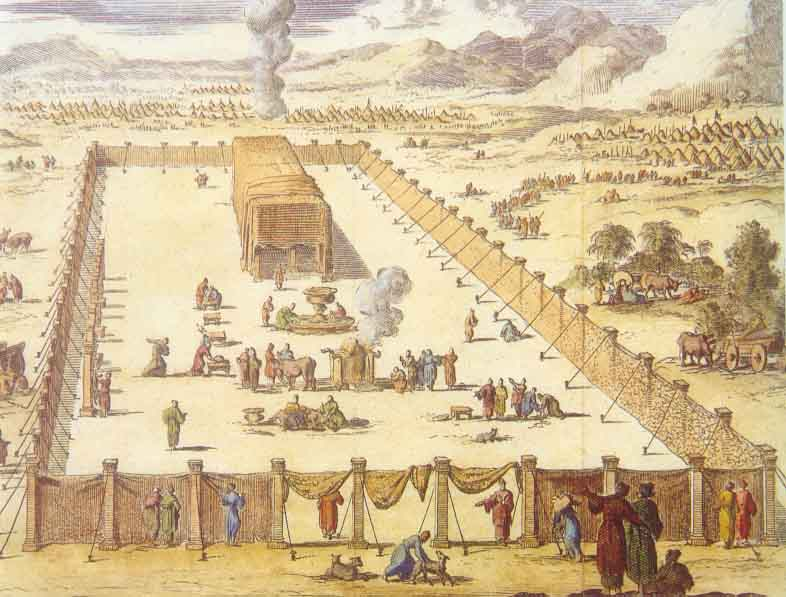
El Tabernáculo fue construido por los hebreos en el desierto de Sinaí tras el otorgamiento de la Ley mosaica. Grabado europeo,.

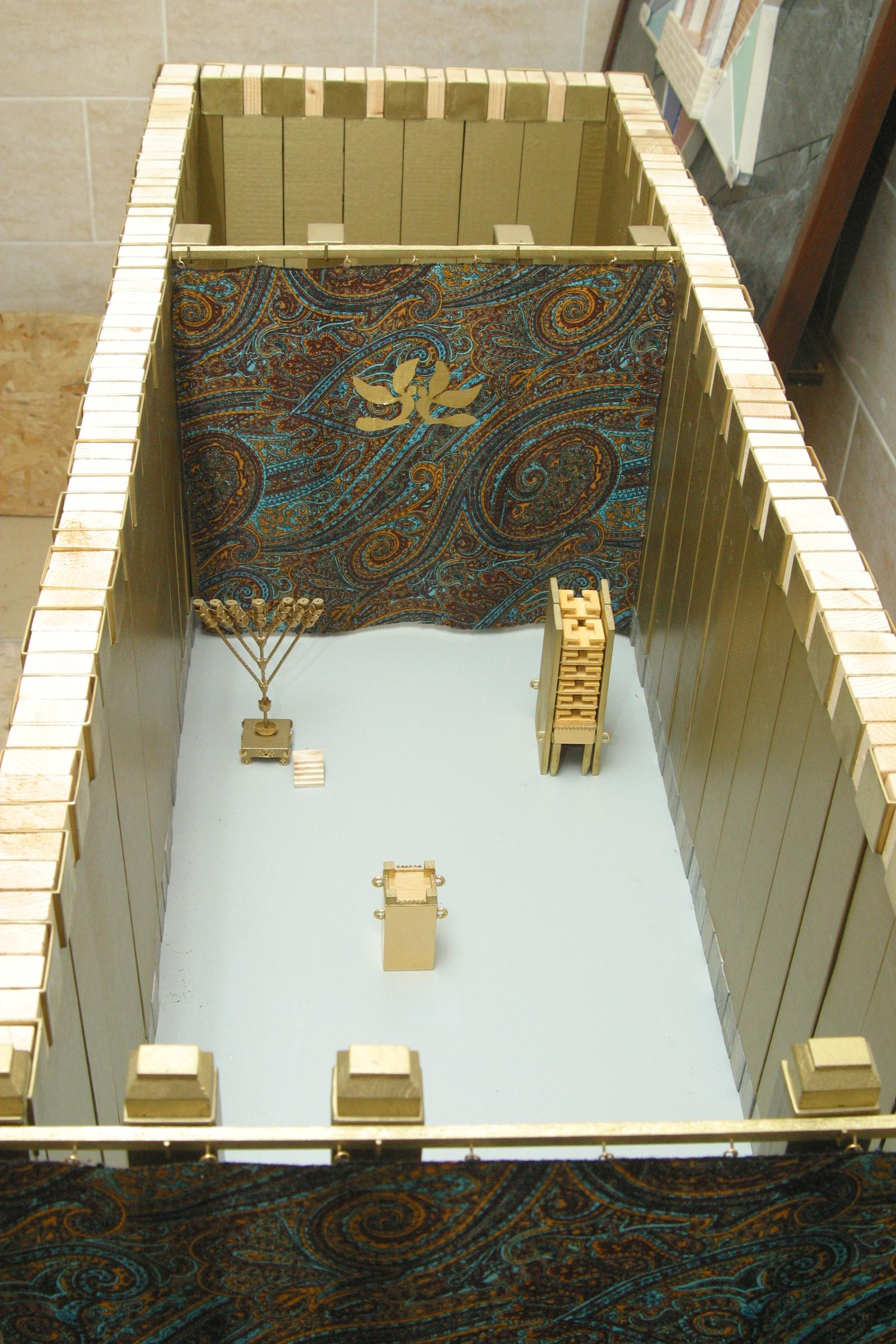
Modelo del Tabernáculo de los hebreos, mostrando el «Santo» y, tras los cortinajes, el «Santo de los Santos».

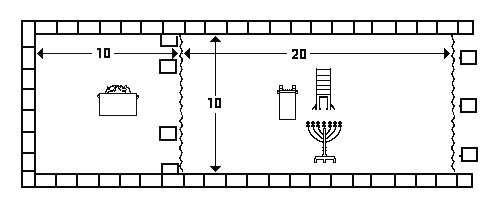
Planta del Tabernáculo.

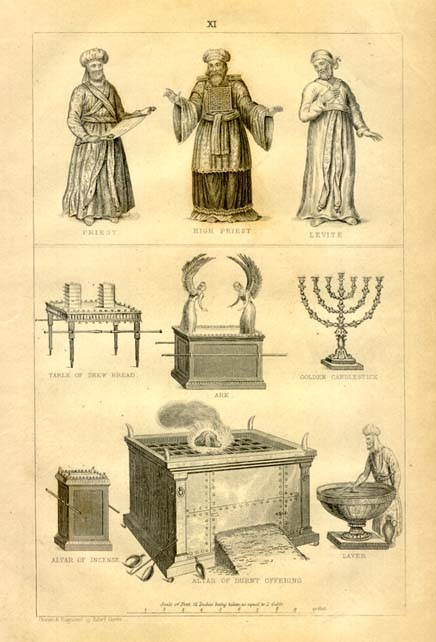
Sacerdotes israelitas e implementos del Tabernáculo, incluyendo el Arca de la Alianza y la Menorá.

Según el Tanaj (véase Biblia Hebrea y Antiguo Testamento), el Tabernáculo o Santuario (en hebreo: מִשְׁכָּן‎, Mishkán, literalmente «morada»; en latín, tabernaculum, "tienda de campaña";
en latín, sanctuarium), fue el templo móvil construido por los israelitas según las instrucciones dadas por Yahveh a Moisés en el monte Sinaí. No debe confundirse con el templo de Jerusalén, también conocido como el templo de Salomón, construido en el siglo X a. C.
El Tabernáculo es también conocido como Tienda del Encuentro y fue un santuario itinerante dedicado a Yahweh. Constituye el primer ejemplo de articulación de espacios sacros en la cultura hebrea, involucrando a su vez a las primeras creaciones simbólicas del arte judío con un carácter litúrgico monoteísta.
Se lo ha denominado el «Santuario Terrenal» (Éxodo 25:8) y, según interpretación del cristianismo, se lo compara y contrasta con el «Santuario Celestial» de la Biblia.

## Descripción
Las instrucciones para la elaboración del Tabernáculo, sus implementos y utensilios, así como también las vestimentas del Sumo Sacerdote de Israel son detalladas en Éxodo 25-31. Previo a la construcción del Tabernáculo, los fieles hebreos depositaban estos artefactos en lo que se denominaba El Testimonio a cargo de Aarón, hermano de Moisés, mencionado brevemente en 
Éxodo 16:32-34. Además de su mención en el libro de Éxodo, no hay detalles bíblicos sobre la elaboración o características del Testimonio. El mismo nombre, Testimonio, fue dado a las tablas de piedra sobre las cuales se hallaba el decálogo divino. El Tabernáculo, donde se guardaba el Arca de la Alianza, era también denominado el Tabernáculo del Testimonio.
El Tabernáculo era un espacio rectangular de 30 codos de largo (unos 13 metros) y 10 de ancho y de altura (unos 4 metros). Tenía dos divisiones: 
- El Lugar Santo (heb. Makóm Kadósh), de 20 codos de largo, que contenía el candelabro de siete brazos (Menorá), la mesa de los panes de la proposición y el altar donde se quemaban los perfumes e inciensos.
- El  Lugar Santísimo o Sanctasanctórum (heb. Kodesh ha-Kodashím) era donde se preservaba el Arca de la Alianza (conocida también como "Arca del Pacto" o "Arca del Convenio") y donde se custodiaban las reliquias del Éxodo, es decir, las Tablas de la Ley, la vara de Aarón y el maná.

Un velo precioso suspendido de cuatro columnas de madera cubiertas de láminas de oro que separaba al Lugar Santo del Lugar Santísimo. 
El espacio que rodeaba el tabernáculo se llamaba atrio. En este, frente a la puerta del Tabernáculo, estaba el altar de los holocaustos, donde se quemaba la carne de los animales sacrificados como ofrenda. Había además un gran recipiente lleno de agua y llamado fuente de bronce, en donde los sacerdotes (cohenim) se lavaban las manos y los pies antes de ejercer las funciones de su ministerio. El Tabernáculo poseía un atrio donde se ubicaban quienes acudían a adorar a Dios, ya fuesen o no originariamente parte de las Tribus de Israel.

## Fiesta
La fiesta de los tabernáculos, llamada en hebreo "Sucot", es una de las principales solemnidades de los israelitas. Se celebra en el mes de Tishréi y dura siete días, durante los cuales se habita bajo tiendas y enramadas en memoria del tiempo en que los israelitas habían vivido bajo ellas, antes de entrar en la Tierra Prometida.

## Historia subsecuente

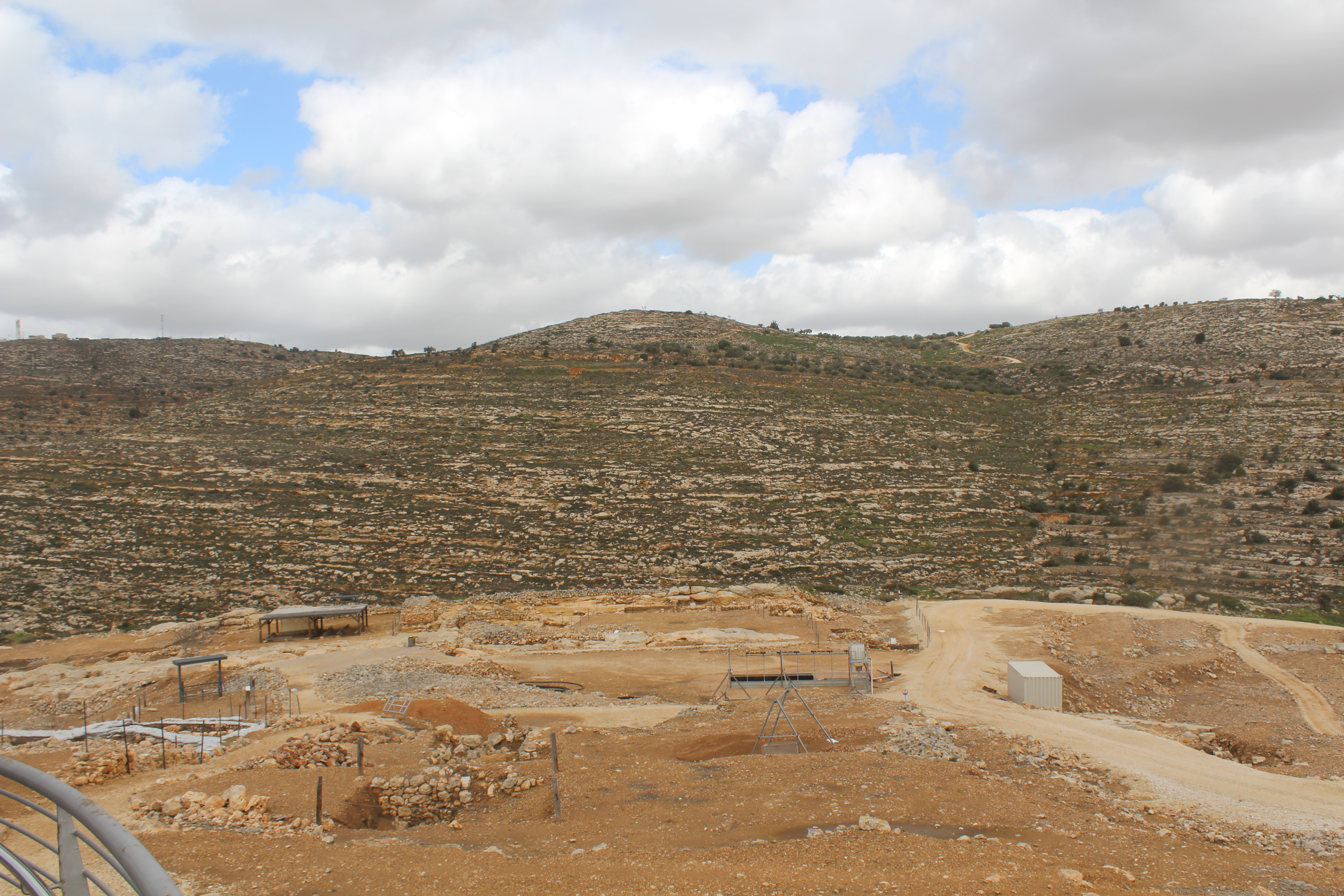
Ubicación y restos del Tabernáculo en Shiloh, 2019

Durante la conquista de Canaán, el principal campamento israelita se encontraba acentada en Gilgal (Josué 4:19 ; Josué 5:8–10). El tabernáculo probablemente se erigió dentro de este campamento: Josué "... y volvió al campamento de Guilgal"; acamparon "... alrededor de la tienda del encuentro".
Después de la conquista y división de la tierra entre las tribus remanentes de Israel, el tabernáculo fue trasladado a Silo en territorio efraimita (región de la tribu de Josué) para evitar disputas entre las tribus vecnias (Josué  18:1; Josué  19:51; Josué  22:9; Salmos 78:60). Permaneció allí durante el período de 300 a 350 años de los jueces bíblicos (1 Reyes 6:1 ;  Hechos 13:20). Según una posible traducción de Jueces, el Arca, y por lo tanto posiblemente el tabernáculo, estaban en Betel mientras Finees, nieto de Aarón, aún vivía.
La historia posterior de la estructura está separada de la del Arca de la Alianza. Después de que los filisteos capturaron el Arca, el rey Saúl trasladó el tabernáculo a Nob, cerca de su ciudad natal de Guibeá. Después de que masacró a los sacerdotes en Guibeá se trasladó a Gabaón, un santuario en una colina de Yahwist.(1 Crónicas 16:39; 1 Crónicas 21:29; 2 Crónicas 1:2–6). Justo antes de que David trasladara el arca a Jerusalén, el arca estaba ubicada en Quiriat-jearim.
El Arca finalmente fue llevada a Jerusalén, donde fue colocada dentro de una tienda "que David había levantado con ese propósito" (véase también 1 Crónicas 15:1), no en el tabernáculo, que permaneció en Gabaón. Este nuevo santuario erigido por David es conocido como el Tercer Tabernáculo, principalmente usado para guardar el Arca del Convenio.: 27  El altar del tabernáculo en Gabaón se usaba para la adoración de sacrificios (1 Crónicas  16:39; 1 Crónicas 21:29; ), hasta que Salomón trajo la estructura y su mobiliario a Jerusalén para amueblar y dedicar el Templo.
No se menciona literatura sobre el tabernáculo en el Tanaj después de la destrucción de Jerusalén y el Templo por los babilonios en 587 a de C.

## Galería

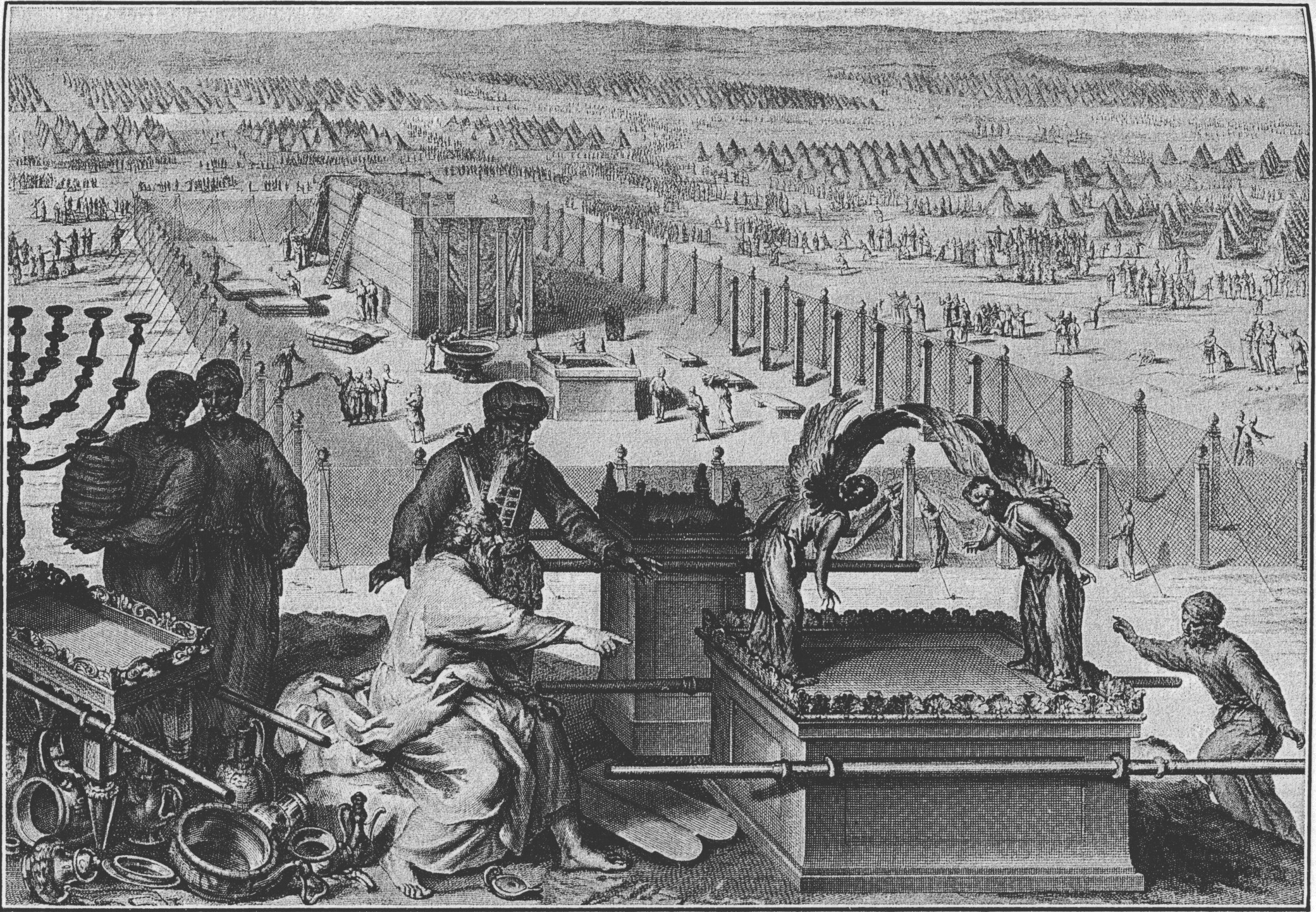
Erección del Tabernáculo y sus implementos. Hoet, 1728.
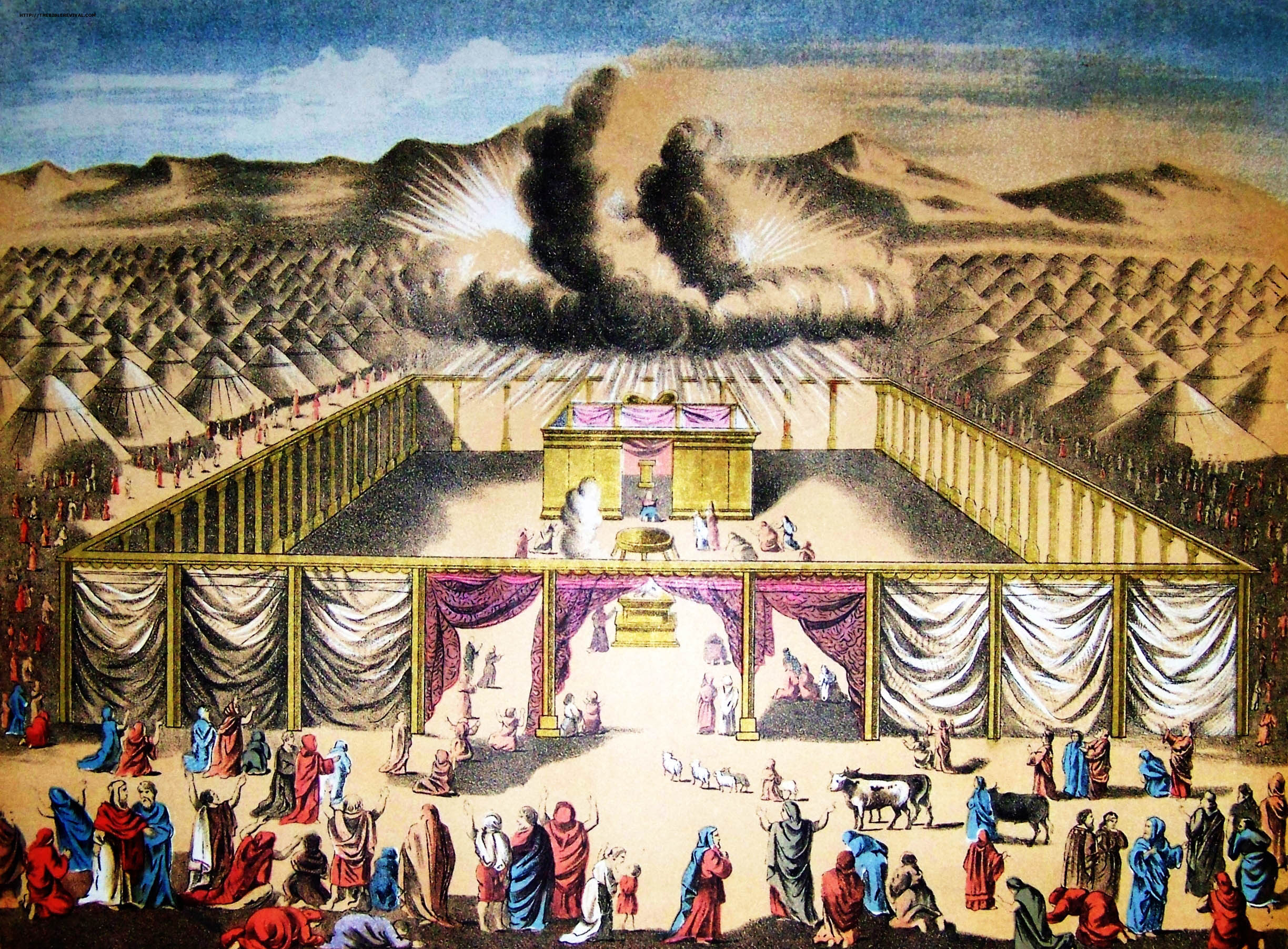
El Tabernáculo en el desierto. Holman, 1890.
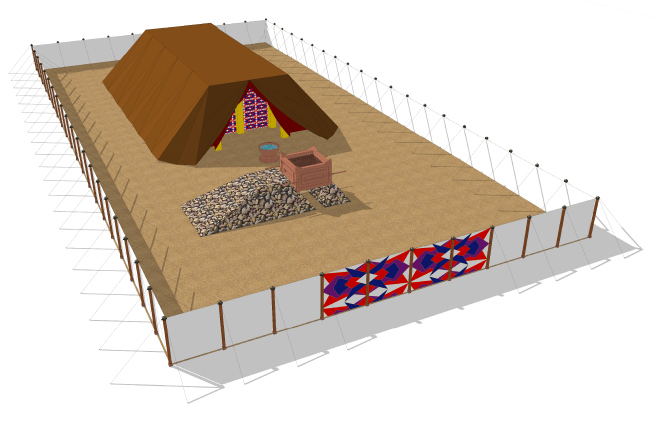
Modelo digital, 2009.

### Implementos del Tabernáculo

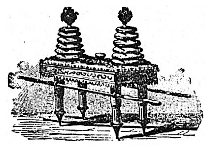
Mesa de panes de la proposición.
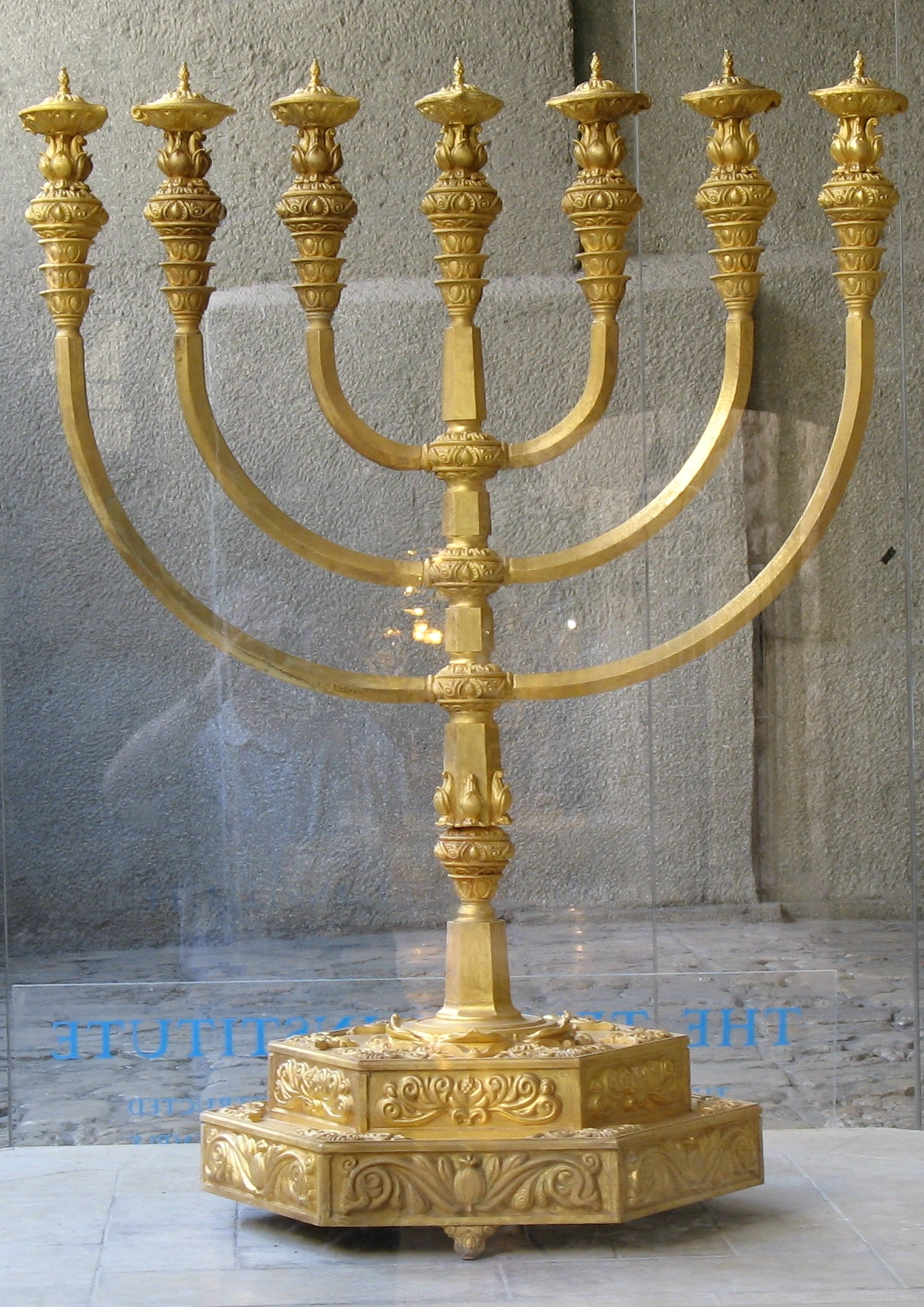
Menorá.
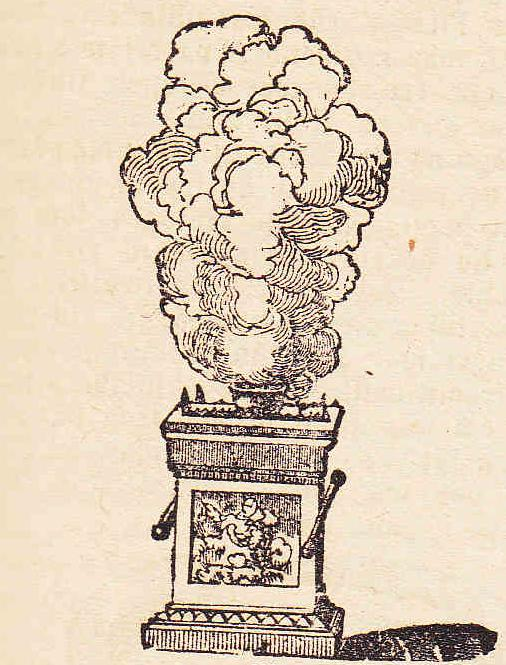
Altar de inciensos.
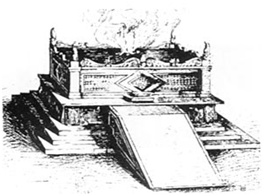
Altar de ofrendas.
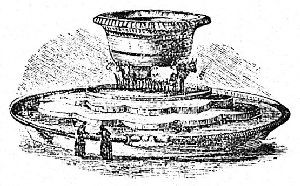
Fuente de metal.
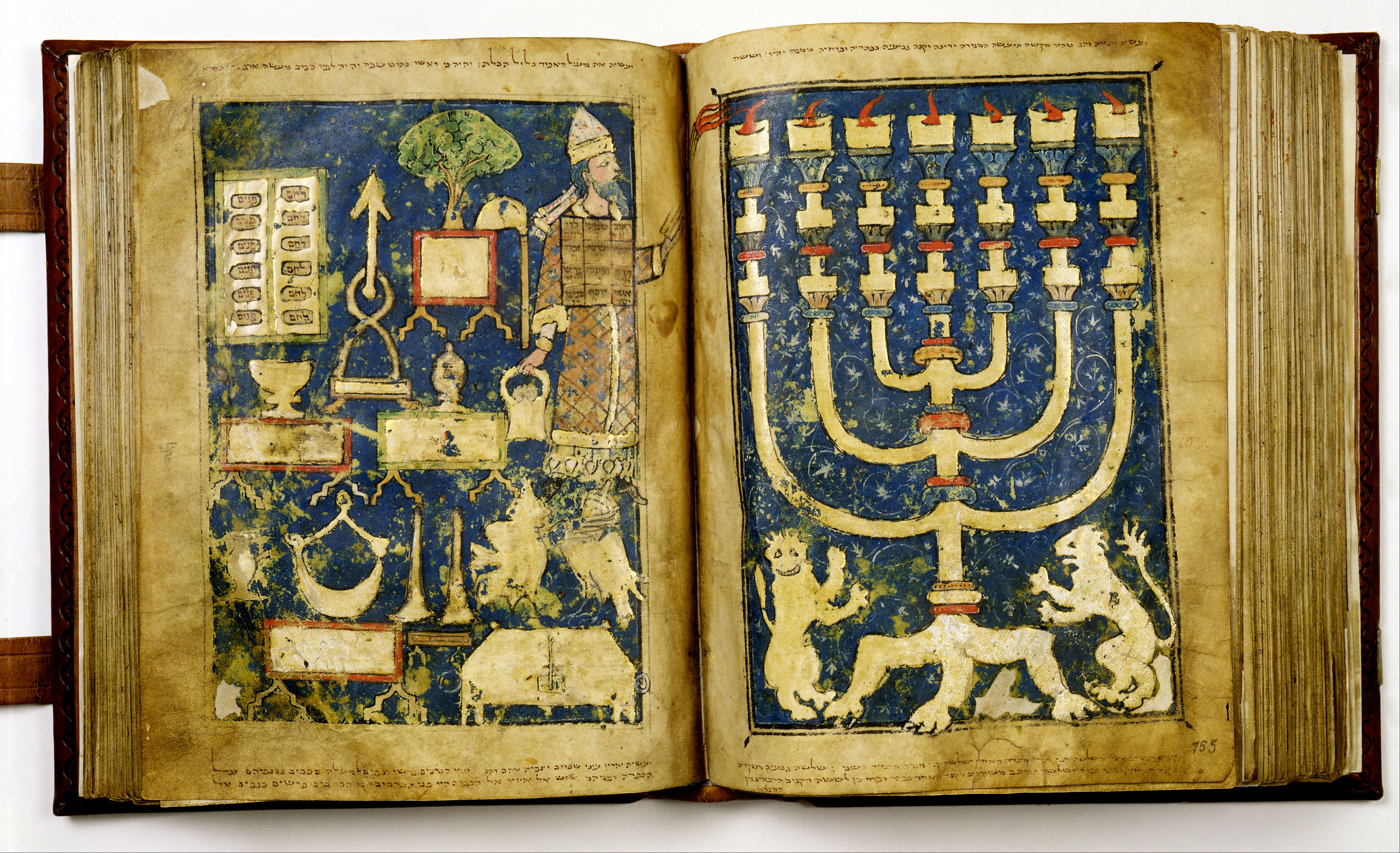
Sumo sacerdote de Israel con los utensilios del culto israelita, entre los que destaca la menorá. Pentateuco de Ratisbona, Bavaria, 1300.
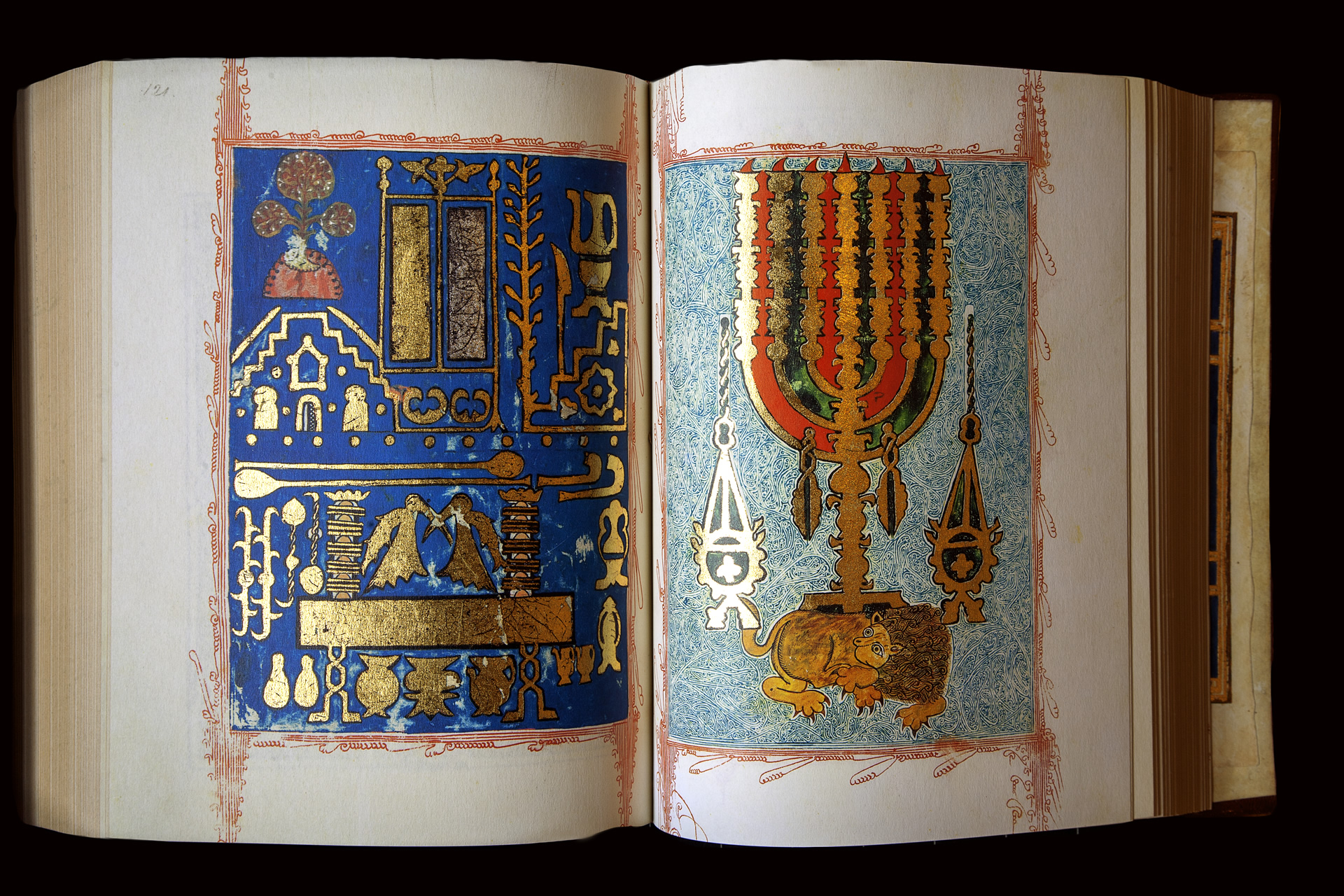
Utensilios del culto israelita, incluyendo la menorá. Biblia Kennicott, manuscrito sefardí, 1476.